# Robert Ganssen
Robert Ganssen (* 22. März 1903 in Berlin; † 20. Februar 1983 in Lüneburg) war ein deutscher Bodenkundler. Von 1950 bis 1971 lehrte er an der Albert-Ludwigs-Universität Freiburg. Sein Forschungsschwerpunkt war die Bodengeographie.

## Leben
Robert Ganssen studierte seit 1921 an der Technischen Hochschule und an der Universität Berlin Naturwissenschaften (Chemie, Physik, Geologie, Botanik). 1926 wurde er im Fach Chemie mit der Dissertation „Über die Einwirkung von Kupferoxid-Ammoniak auf Disaccharide und Polyamylosen“ an der Universität Berlin promoviert. Fortan galt sein Interesse der Bodenkunde. Nach zweijähriger Assistentenzeit am Institut für Geologie, Mineralogie und Bodenkunde der Landwirtschaftlichen Hochschule Berlin arbeitete er von 1928 bis 1939 als bodenkundlicher Sachbearbeiter an der Forstwirtschaftlichen Hochschule Eberswalde. Dort habilitierte er sich 1935 mit einer Arbeit über Bodenveränderungen auf Buchenstandorten. 1939 wurde er zum Wehrdienst eingezogen.
Nach 1945 folgten Lehrtätigkeiten an der Bundesanstalt für Forst- und Holzwirtschaft in Reinbek, an der Universität Hamburg, sowie an der Forstlichen Fakultät der Universität Göttingen in Hann. Münden. 1950 folgte Ganssen einem Ruf auf den Lehrstuhl für Bodenkunde der Forstlichen Abteilung der Universität Freiburg im Breisgau. Hier wirkte er bis zu seiner Emeritierung im Jahre 1971.

### Forschung und Lehre
An der Universität Freiburg beschäftigte sich Ganssen in zunehmendem Maße mit bodenkundlicher Grundlagenforschung. Fragen der Bodenklassifikation, der Bodenerhaltung und der Bodenmelioration gehörten zu seinen Arbeitsfeldern. Seine bedeutendsten Verdienste erwarb er sich jedoch auf dem Gebiet der regionalen Bodenkunde, der Bodengeographie. Sein Hauptziel war es, die weltweit gültigen, landschaftsabhängigen Gesetzmäßigkeiten der Bodenbildung zu erforschen. Die wichtigsten Ergebnisse dieser Studien hat er in dem 1957 erschienenen Buch „Bodengeographie. Mit besonderer Berücksichtigung der Böden Mitteleuropas“ und in dem gemeinsam mit Friedhelm Hädrich 1965 herausgegebenen „Atlas zur Bodenkunde“ zusammengefasst.
Angeregt durch eine Forschungsreise nach Südwestafrika befasste sich Ganssen seit 1958 auch mit Problemen der Bodennutzung in Trockengebieten. Zahlreiche Beiträge über die Ergebnisse dieser Forschungen veröffentlichte er in bodenkundlichen Fachzeitschriften und in den beiden Büchern „Südwest-Afrika. Böden und Bodenkultur. Versuch einer Klimapedologie warmer Trockengebiete“ (1963) und „Trockengebiete. Böden, Bodennutzung Bodenkultivierung, Bodengefährdung. Versuch einer Einführung in bodengeographische und bodenwirtschaftliche Probleme arider und semiardider Gebiete“ (1968).
Hervorzuheben von den weiteren eigenständigen Publikationen Ganssens ist das Buch „Grundsätze der Bodenbildung. Ein Beitrag zur theoretischen Bodenkunde“ (1965). In diesem
vorrangig an die Studierenden gerichteten Werk hat er die Kernpunkte  seiner pedologischen Lehr- und Forschungskonzeption zusammengefasst. Ganssen pflegte enge Kontakte zu den Nachbardisziplinen der Bodenkunde, insbesondere zur Geographie. Die Deutsche Bodenkundliche Gesellschaft verlieh ihm 1981 die Ehrenmitgliedschaft.

## Werke
- Bodengeographie mit besonderer Berücksichtigung der Böden Mitteleuropas. K. F. Koehler Verlag Stuttgart 1957; 2., völlig umgearb. und sehr erw. Aufl. unter Mitarbeit von Zlatko Gracanin ebd. 1972.
- Südwest-Afrika. Böden und Bodenkultur. Versuch einer Klimapedologie warmer Trockengebiete. Verlag Reimer Berlin 1963.
- Atlas zur Bodenkunde (gemeinsam mit Friedhelm Hädrich). Bibliographisches Institut Mannheim 1965 = BI-Hochschultaschenbücher Bd. 301a/301e.
- Grundsätze der Bodenbildung. Ein Beitrag zur theoretischen Bodenkunde. Bibliographisches Institut Mannheim 1965 = BI-Hochschultaschenbücher Bd. 327.
- Trockengebiete. Böden, Bodennutzung, Bodenkultivierung, Bodengefährdung. Versuch einer Einführung in bodengeographische und bodenwirtschaftliche Probleme arider und semiarider Gebiete. Bibliographisches Institut Mannheim 1968 = BI-Hochschultaschenbücher Bd. 354/354a.